# Свети Георги (Горно Уйно)
Вижте пояснителната страница за други значения на Свети Георги.
„Свети Георги Победоносец“ е възрожденска българска църква в село Горно Уйно, община Кюстендил.
Възпоменателна кръгла плоча, взидана на задната стена, е с надпис: „21000 гроша шо са ошле пари за църквата“. Там е отбелязана и датата на построяването на църквата – 1866 г.
Църквата е еднокорабна, с красива архитектура и e солидно изградена. Апсидата е разнообразена със седем слепи ниши, така че тя изглежда седмостранна, а над нея, под самия покрив е издаден навън дълбок корниз, който бележи вътрешния полуцилиндричея свод. Същият корниз е украсил и западната стена. Нейното обогатяване се състои в трите аркови отвора на откритата нартика, поддържана от три колони и удължение на северната стена. Западната колонада на откритата нартика поддържа втори етаж на вътрешното помещение на отделението за хора.
Иконите на иконостаса са в три реда, и са рисувани през 1867 г. от неизвестен живописец. Стенописите датират от 1892 г. и са дело на Евстатий Попдимитров от село Осой, сега в Северна Македония. Стенописната украса е разположена предимно по стените. На свода има само едно изображение на Саваот. В апсидата е изобразена Богородица Ширшая небес. Под нея са представени в цял ръст светците Василий Велики, Григорий Богослов, Йоан Златоуст и Атанасий Велики. На северната стена са изписани образите на Йоан Кръстител, Алекси Божи човек, Богородица, Свети Никола, Архангел Михаил изважда душата на богатия, и Свети Пантелеймон. На южната стена са представени Тайната вечеря, Влизането в Йерусалим, Възкресение и под него – Рождество и Кръщение Христово. На северната стена на притвора е нарисувана част от Страшния съд.
Църквата празнува на 6 май.